# How to Have Sex
How to Have Sex es una película dramática británica de 2023, dirigida por Molly Manning Walker. El drama se centra en los jóvenes británicos que quieren tener sus primeras experiencias sexuales durante unas vacaciones en Malia, Creta. Mia McKenna-Bruce y Lara Peake son las protagonistas. La obra se estrenó en el Festival de Cine de Cannes en mayo de 2023.

## Sinopsis
La película sigue a tres adolescentes británicas Zara, Em y Skye que viajan a Creta para perder la virginidad. Las novias quieren pasar el mejor verano de sus vidas, bebiendo, festejando y besándose con chicos, pero también enfrentan la presión de sus compañeros. El trabajo examina la violencia sexual que enfrentan las niñas en fiestas orgiásticas durante un "rito de iniciación típicamente británico".

## Reparto
- Mia McKenna-Bruce como Tara
- Lara Peake como Skye
- Samuel Bottomley como Paddy
- Shaun Thomas como Badger
- Enva Lewis como Em
- Laura Ambler como Paige
- Eilidh Loan como Fi
- Daisy Jelley como Gemma

## Producción

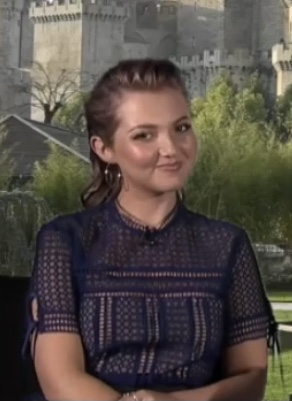
La actriz inglesa Mia McKenna-Bruce asumió uno de los papeles principales

How to Have Sex es el debut cinematográfico de la directora de fotografía británica Molly Manning Walker. Ya había abordado el tema de la violencia sexual con su premiado cortometraje Good Thanks, You? (2020), que informa sobre una adolescente (interpretada por Jasmine Jobson) que se ve obligada a aceptar los hechos ella misma después de ser atacada físicamente. En 2020, la obra fue incluida en la sección Semana de la Crítica en la 73° edición del Festival de Cine de Cannes, pero tuvo que ser cancelado debido a la pandemia de COVID-19.

## Recepción
How to Have Sex recibió reseñas generalmente positivas de parte de la crítica y de la audiencia. En el sitio web agregador de reseñas Rotten Tomatoes, la película posee una aprobación de 95%, basada en 62 reseñas, con una calificación de 7.7/10 y un consenso crítico que dice "Un poderoso debut para Molly Manning Walker, How to Have Sex captura auténticamente la adolescencia femenina y la amistad con una efervescencia aleccionadora". De parte de la audiencia tiene una aprobación de 59%, basada en más de 50 votos, con una calificación de 3.2/5.
El sitio web Metacritic le dio a la película una puntuación de 80 de 100, basada en 19 reseñas, indicando "reseñas generalmente favorables". En el sitio IMDb los usuarios le asignaron una calificación de 6.6/10, sobre la base de más de más de 5300 votos, mientras que en la página web FilmAffinity la película tiene una calificación de 6.3/10, basada en 414 votos.